# I Ching (DC Comics)
I Ching (a veces deletreado I-Ching) es un personaje ficticio ciego y artista marcial, creado y publicado para la editorial DC Comics. Su primera aparición fue en Wonder Woman (vol. 1) #º 179 (noviembre de 1968), durante la etapa en la cual Wonder Woman temporalmente había perdido todos sus poderes y su título como Wonder Woman, fue creado por Dennis O'Neil y Mike Sekowsky.

## Biografía ficticia del personaje

### Pre-Crisis
I Ching, es el último sobreviviente de una antigua secta. Su monasterio fue escondido en lo alto de las montañas y su tarea era mantener el conocimiento perdido siglos atrás, en un tiempo cuando los hombres concluyeron tontamente que la magia y la ciencia eran diferentes. Sólo la secta sabía que estos eran el mismo lado de la moneda. Dentro del templo existían preciosas gemas y metales. Los agentes de Doctor Cyber querían estos objetos para su propio uso y, entonces, asaltaron al monasterio. La secta luchó valientemente pero cayó vencida frente a las armas de los atacantes. Finalmente todos murieron, menos I Ching, quien fue gravemente herido. De cualquier forma, puedo escapar y esconderse antes que los agentes de Cyber se fueran.
Alrededor de esa época, la Mujer Maravilla renunció a sus poderes para que permanecieran en "El Mundo de Hombres" aunque luego los recuperaría. Ahora que era dueña de una boutique, Diana Prince consiguió a I Ching para que fuera su mentor. Bajo la guía de I Ching, Diana entrenó su cuerpo como un arma, aprendió artes marciales y el uso de armas. Así, Diana emprendió todo tipo de aventuras, desde las relacionadas con el espionaje hasta las relacionadas con la mitología. También es revelado que I Ching tiene una hija, Lu Shan.
Ching y Diana luego ayudaron a Superman a derrotar a su duplicado malvado de otra dimesión conocido como "Sand Superman" (Superman Vol. 1 #240-242).
Los poderes y el traje tradicional de La Mujer Maravilla fueron restaurados en 1973 (Wonder Woman Vol. 1 #204). Esa historia comienza con un lunático francotirador disparando a inocentes transeúntes desde un techo. Una pareja de recién casados dirigiéndose a su luna de miel está cerca de la muerte y su auto choca en un restaurante donde comían Diana Prince y su mentor, I Ching. Durante el caos, el francotirador dispara de nuevo y esta vez mata a I Ching, que muere en los brazos de una Diana consternada.

### Post-Crisis/Un Año Después
Debuta oficialmente haciendo un cameo en las páginas de la historieta de la Liga de la Justicia de América Vol. 2 # 0 (septiembre del 2006), la Mujer Maravilla aparece con su emblemático traje blanco como "Diana Prince", durante un flashback. Hasta aquel momento, no se sabía si su tiempo como un aventurera sin poderes se había restaurado dentro de la continuidad Post-Crisis, o si I Ching fue como tal su mentor como en la época pre-crisis. Sin embargo, I Ching volvería a aparecer precisamente en la historieta de en las páginas de Wonder Woman Vol.3 #2, aunque reapareció haciendo un segundo cameo, en donde se ven unas fotos de La Mujer Maravilla entrenando con un místico del este de nombre código I Ching.
En Detective Comics Vol. 1 # 838, Robin #169 y Nightwing #139, I Ching trabaja con Batman contra Ra's al Ghul. Al final, se envuelve con el conflicto de Robin y Ala Nocturna con la Fosa de Lázaro, la que es capaz de resucitar a los muertos y de curar heridas.

### DC: Renacimiento
De las páginas de la historieta New Super-Man, una historieta basada en un metahumano de origen chino conocido como "Super-Man de China", alias Kenan Kong, este es entrenado por una nueva versión de "I-Ching".